# Thai (gato)
O gato Thai, Tailandês ou Wichien Maat (em tailandês:  วิเชียรมาศ, que significa "lua de diamantes") é uma recém-reconhecida porém antiga raça de gato, relacionada, mas distinta da raça ocidental, o moderno Siamês. O Thai e o Siamês foram a mesma raça muitas décadas atrás, porém, no ocidente os gatos tomaram um padrão morfológico tão diferente ao longo do tempo ao ponto de se distanciarem da sua aparência original. O Thai consiste em um resgate de gatos siameses originais remanescentes ainda encontrados na Tailândia (antigo Sião), para fins de preservação.

## História
Esta raça natural é descendente dos gatos wichianmat regionais da Tailândia, e como uma raça padronizada também tem sido variadamente chamada de siamês estilo antigo, tipo antigo, tradicional, ou clássico; Whichien Maat (forma ocidentalizada do nome em Tailandês); e Applehead (cabeça de maçã), um apelido que surgiu como um termo pejorativo usado pelos criadores do Siamês moderno. De acordo com a International Cat Association: "O Thai é a raça dedicada a preservar o nativo gato da Tailândia tão próximo da sua forma original quanto possível."

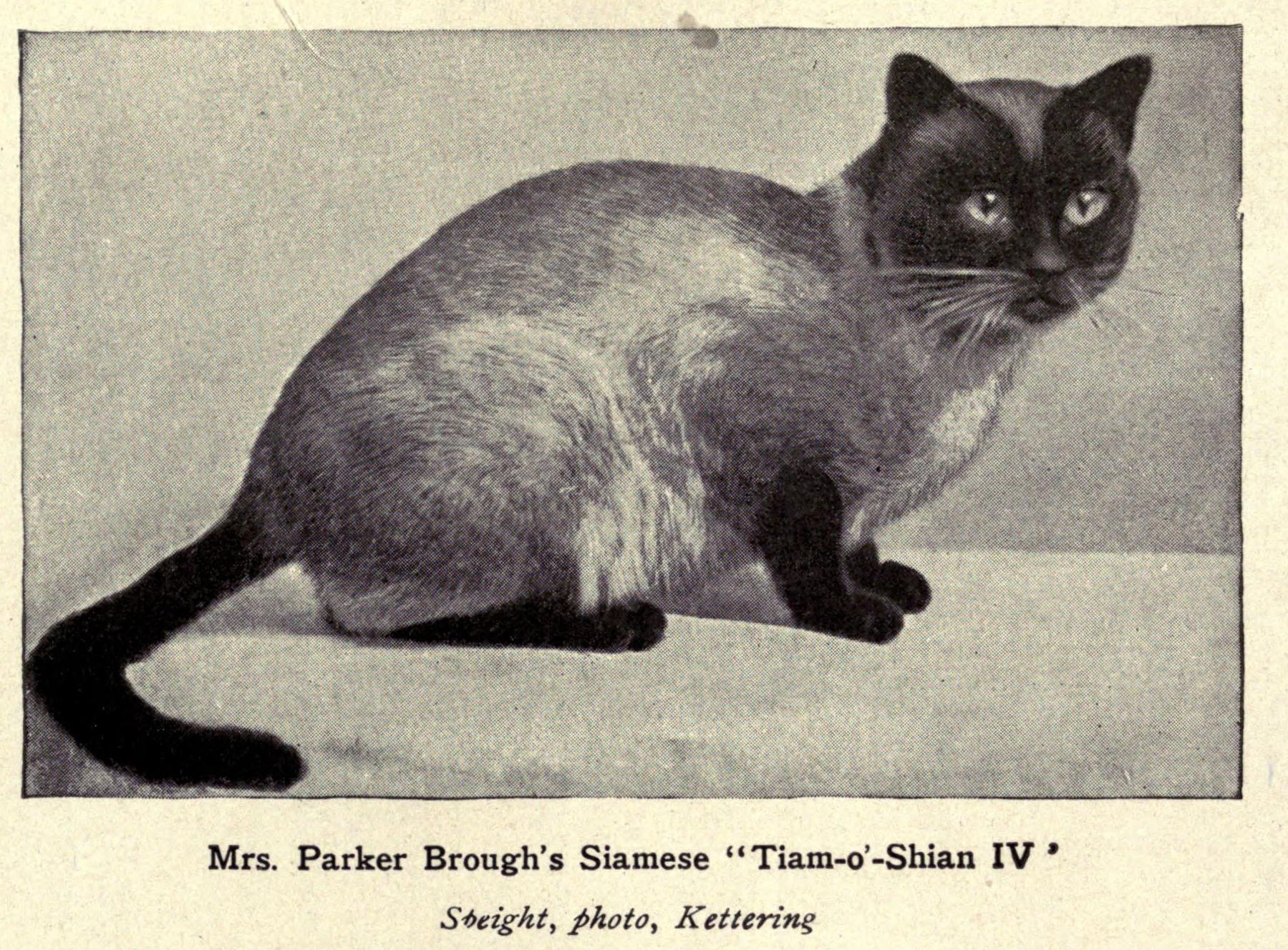
Siamês clássico do início de 1900

A raça Thai (e os espécimes nativos wichianmat) tem uma aparência felina muito mais comum, com olhos redondos, rosto e corpo redondos, e orelhas de tamanho normal, em comparação com a raça "novo estilo" Siamês, que tem olhos extremamente em formato de amêndoa, corpo esguio, com cara fina, e grandes orelhas, tendo pouco em comum com a tradicional variedade.

## Descrição
Gatos que foram importados do Sião (hoje Tailândia) aos países Ocidentais no século XIX e início do século XX eram mais vastos em números que o moderno Siamês ocidental. Enquanto o Thai, conhecido na Tailândia como whichianmat (entre outros nomes, com grafias não padronizadas, wichien-maat), tem uma ancestralidade comum com os Siameses ocidentais, gerações distintas de acasalamentos levaram ao desenvolvimento de duas diferentes raças, que começaram a se bifurcar em 1950, com os mais extremos traços dominando as exposições de gatos, e, assim, tornou-se dominante a variedade de Siamês no Ocidente. A partir da década de 1980, vários clubes de raça na América do Norte e Europa, viram que eram dedicados a preservar o tipo que representa os siameses do início do século 20, comparável ao encontrado ainda com criadores da Tailândia, e que foram mostradas novamente com início em 1993 na Europa. O World Cat Federation (WCF) reconheceu o estilo antigo como raça separada, Thai, em 1990. A mudança de nome não foi universalmente aceita; em 2000, o Clube Independente do Siamês Estilo Antigo (OSSC), foi formado no Reino Unido, para preservar e promover a raça como tal.

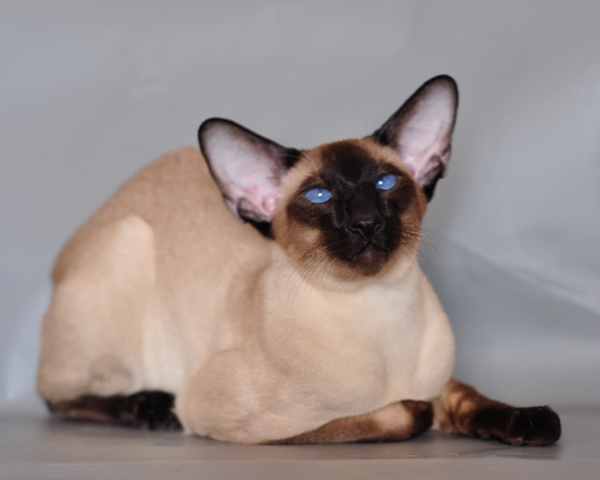
Siamês moderno ocidental

Novos reprodutores wichianmat foram importados diretamente da Tailândia, em 2001, para atualizar o conjunto de genes dos ocidentais, para programas de reprodução entre Siamês/Thai com pedigree e assegurar que as características dos gatos do Sudeste Asiático aborígenes serão preservados e distintos nestas linhagens.
A International Cat Association (TICA) aprovou o Thai, sob esse nome, como uma raça separada em 2007, na organização na categoria "Preliminar New Breed" ("new" porque a introdução de gatos importados sem pedigrees TICA tecnicamente constituem um outcross segundo as regras). TICA promoveu o Thai para "Advanced New Breed", em 2009. Criadores filiados a WCF (principalmente Europeu) e TICA (principalmente Norte-Americanos) de hoje podem compartilhar reprodutores, e expor os seus gatos em um consistente padrão racial. Desde Maio de 2010, o Thai possui o status do Campeonato em TICA, habilitado a concorrer para as honras junto com as outras raças de gatos.[carece de fontes?]
Em 2004, a Feline Federation Europe  (FFE) publicou o padrão da raça Thai. Em 2015, a Fédération Internationale Féline (FIFe) aceitou o Thai em sua classe "Raças pré-Reconhecidas".

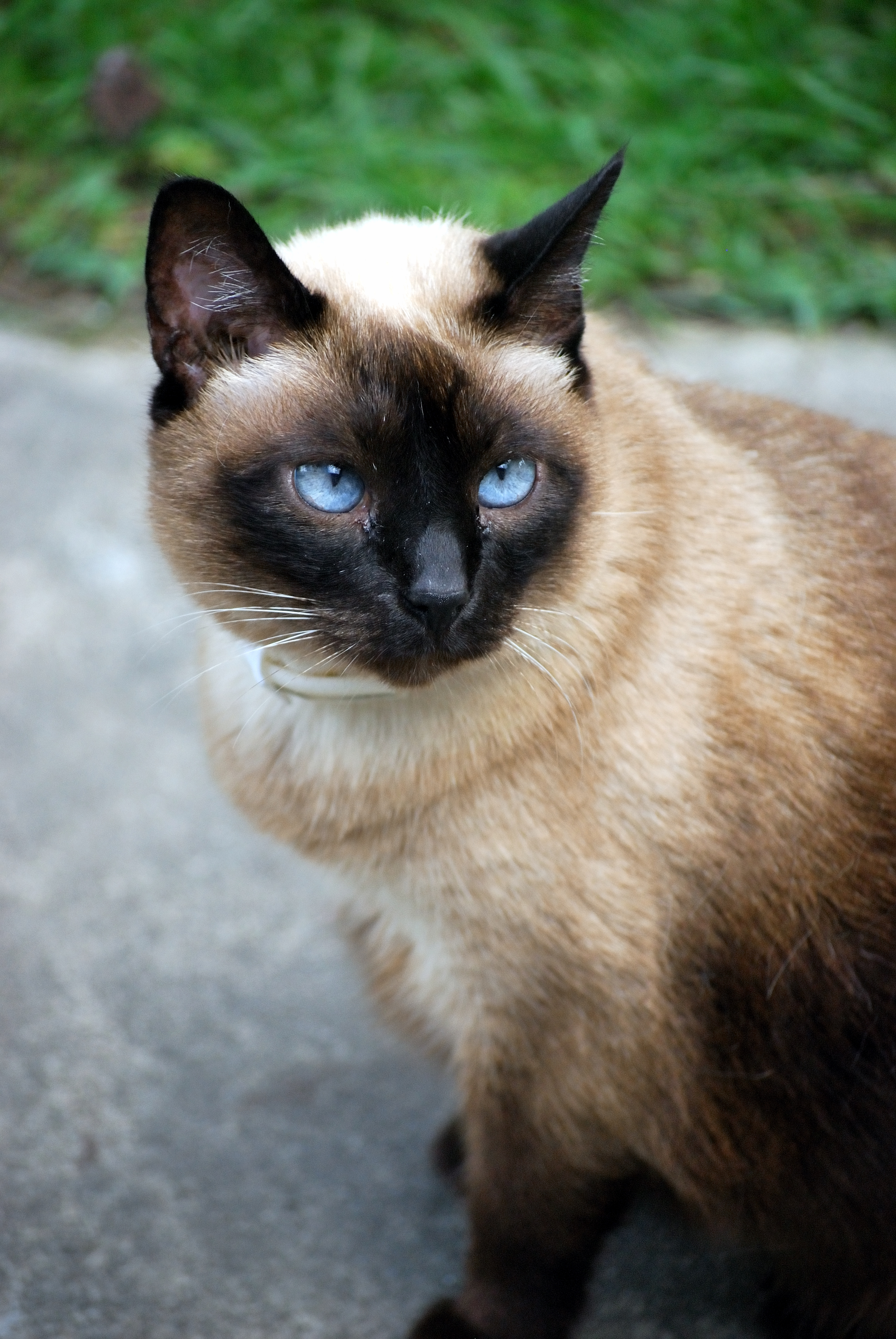

O gato Thai e o gato ocidental moderno Siamês compartilham uma comunhão de parentes distantes, o gene point colouration, afeição por pessoas, o vocal de personalidade a personalidade vocal que se tornou famosa no Ocidente até o início das importações de siameses — mas eles têm formas distintas de corpo, de cabeça e características faciais.
As principais características do Thai são sua cor de pelagem e forma do corpo (mais alongado do que o gato doméstico comum, mas menos do que o siamês ocidental moderno); tem uma modificada cabeça em forma de cunha, um perfil com uma longa testa; tem uma pelagem curta, e não carregam o gene de pelo longo; tem uma árvore genealógica que remonta ao início do Siamês, sem ancestrais ocidentais de pelo curto ou documentação de importação a partir da Tailândia. A premissa do Thai é ajudar a preservar a aparência antiga, e ainda prover um futuro que se concentra nas linhagens saudáveis diversificadas e a autenticidade e a personalidade do Siamês estilo antigo.